# Taphozous kapalgensis
Taphozous kapalgensis là một loài động vật có vú trong họ Dơi bao, bộ Dơi. Loài này được McKean & Friend mô tả năm 1979.